# Diario de Valencia (1790-1835)
El Diario de Valencia fue un periódico publicado en la ciudad española de Valencia entre 1790 y 1835.
 Posteriormente aparecieron con la misma cabecera otros periódicos.

## Historia
Fundado en 1790 por José de la Croix y Pascual Marín, el primer número apareció el 1 de julio de ese año, por lo que es considerado el diario decano de la prensa española. En sus primeros meses de vida se editó en la imprenta de José Estevan y Cervera hasta que consiguió tener rotativa propia. Gozó de buena acogida entre el público valenciano que lo adquiría en los propios talleres o a los vendedores ciegos que lo ofrecían por las calles o mediante suscripción. En aquellos momentos contaba con 375 suscriptores en la ciudad y 34 en otras poblaciones de la Comunidad Valenciana.
El Diario de Valencia, dirigido por José de la Croix hasta 1801, contenía noticias de interés general y local, prestando especial atención a aquellos temas relacionados con el pasado histórico de Valencia. Aunque se publicaba en castellano, el diario promovió la edición de varios estudios históricos de Valencia escritos en lengua propia y que despertaron bastante interés, como la colección "Adagis valencians" recopilada por Francesc Bahamonde, los "Trobes" (Encuentros) de Jaume Febrer, o composiciones poéticas de Joan Baptista Escorigüela. Esta etapa inicial de carácter valencianista ha hecho pensar en la existencia de un ambiente precursor de la Renaixença valenciana.
Los acontecimientos de 1808, con "el crit del Palleter" y la sublevación popular contra la ocupación napoleónica, aumentó la difusión del periódico ya que en él se difundían los partes y comunicados oficiales de la Junta Suprema de Gobierno del Reino de Valencia. Dada esta fuerte difusión, muchos de los números de Diario de Valencia fueron reimpresos en otras poblaciones, algunas tan lejanas como Buenos Aires, en Argentina. Durante la guerra de la independencia y los tres asedios que sufrió la ciudad, animó con escritos patrióticos a los ciudadanos para defenderla.
El inicio de los bombardeos sobre Valencia obligó al cierre del periódico el 5 de enero de 1812, reapareciendo el 1 de febrero una vez ocupada la ciudad por el ejército napoleónico, ahora bajo dirección afrancesada. En esta nueva etapa estuvo dirigido por Javier de Quinto (director de policía y censor general) en una primera etapa y luego por Pedro Estala, un religioso madrileño que le dio al periódico un cariz cultural con la publicación de poesías de autores clásicos como Lope de Vega, Góngora o Fray Luis de León, así como autores del momento, sobre todo de Meléndez Valdés.
Tras varias interrupciones de corta duración y cambios en la dirección, el diario dejó de ser dirigido por los afrancesados y reapareció el 17 de diciembre de 1813 con el nombre de Diario de la Ciudad de Valencia del Cid. La caída de Napoleón y el retorno del absolutismo con el rey Fernando VII, significaron un importante giro en la prensa valenciana de la época y en el mismo diario. Tomó parte a favor de los liberales, enfrentándose y perdiendo la batalla ante dos periódicos absolutistas: "El Fernandino" y "Lucindo". Así, fue suspendido el 20 de febrero de 1815 y devuelto a los absolutistas que le restituyeron su nombre primitivo, Diario de Valencia. Hasta 1820 fue el único periódico de la ciudad ya que el resto fueron cesados por imposición de Fernando VII.
Con el Trienio Liberal (1820-1823), el diario regresó al entorno de pensamiento liberal, pero sin la exaltación y el arrebato que mostraron otros diarios aparecidos con la nueva ley de prensa, más de dos docenas sólo en Valencia y que desaparecieron terminado el trienio. En 1824, terminado el Trienio, se continúa editando, siendo el único periódico valenciano activo hasta la muerte de Fernando VII (1833), aunque la irrupción del carlismo y los importantes cambios que vivió España en el inicio del reinado de Isabel II, junto a la pérdida de calidad literaria del medio, forzaron su desaparición el 6 de mayo de 1835.

### Otros periódicos con el mismo título
Después de 1835, la cabecera sería utilizada hasta en cuatro ocasiones más en lo que restaba del siglo XIX. José de Orga lo recuperó el 20 de noviembre de 1837 hasta el 20 de enero de 1838, y lo volvió a intentar desde febrero a abril de 1851. El periódico Las Provincias, dirigido por Teodor Llorente Olivares y que se editaba bajo el subtítulo habitual de "Diario de Valencia", utilizó esta cabecera entre el 23 de octubre y el 16 de diciembre de 1869 para eludir la suspensión decretada por el capitán general Rafael Primo de Rivera debido a la actitud crítica del diario frente al levantamiento de los federales republicanos y la defensa de la Universidad de Valencia que en ese momento quería ser suspendida por su falta de rentabilidad.
En 1875 volvió a reaparecer la cabecera a iniciativa de Francisco Peris Mencheta como medio de inspiración liberal. Posteriormente lo adquirió el Partido Constitucional de Valencia, transformándose en su órgano de opinión dirigido por Jacobo Salas, acabando esta etapa en 1901.
Entre 1911 y 1936 se publicó el Diario de Valencia, en sus comienzos tradicionalista y más adelante vinculado a la Derecha Regional Valenciana.
En 1980 la cabecera del Diario de Valencia volvió a ser utilizada, esta vez con el subtítulo de "Periódico independiente del País Valenciano", con el patrocinio Joaquín Maldonado y la dirección del periodista Joan Josep Pérez Benlloch que permanecerá en el cargo unos meses para dejar paso después a Jesús Montesinos, hasta el nuevo cierre en abril de 1982. Varias fueron las dificultades del diario: la falta de recursos económicos, la escasa tirada y la poca publicidad.
El último Diario de Valencia apareció en 2000, con la compra de la cabecera por parte de la periodista María Consuelo Reyna tras la salida de ésta del diario Las Provincias. La etapa está marcada por una línea editorial dura y radical de ideología conservadora y españolista. Su director, Jesús Sánchez Carrascosa, utilizó el periódico (además de la televisión local Valencia TeVe, de la que también era director) para defender la llamado "zaplanismo" y provocar importantes conflictos con el presidente de la Generalidad Valenciana, Francisco Camps. La victoria de Camps en el congreso del Partido Popular en Valencia frente a los fieles al expresidente, Eduardo Zaplana, supuso una caída en picado del diario, que llegó al punto de apoyar a Coalición Valenciana. Así, los nuevos problemas económicos forzaron el cierre en junio de 2007.